# Streptococcus zooepidemicus
Streptococcus zooepidemicus es un estreptococo del grupo C de Lancefield que fue aislado por primera vez en 1934 por P. R. Edwards y denominado piógenos animales A. Es un patógeno de las mucosas que infecta a varios animales y humanos, pero más comúnmente en los caballos. Es una subespecie de Streptococcus equi, una infección contagiosa del tracto respiratorio superior de los caballos, y comparte más del 98% de homología de ADN, así como muchos de los mismos factores de virulencia.

## Morfología
Streptococcus zooepidemicus son cocos grampositivos, no esporulantes, inmóviles, catalasa y oxidasa negativos. S. zooepidemicus está encapsulado, con un polisacárido capsular que contiene ácido hialurónico, además de ser anaerobios facultativos. Las células generalmente se forman en pares o como cadenas largas. Cuando se colocan en placas sobre agar, las colonias suelen tener un diámetro de 0,5 a 1,5 mm, son circulares y de color opaco. También tienen una superficie lisa y una elevación convexa. Su temperatura óptima de crecimiento es de 37 grados centígrados.

### Bioquímica
La hemólisis en agar es beta-hemolítica. Fermenta D-glucosa, lactosa, maltosa, sacarosa, salicina, D-sorbitol y almidón, pero es negativo para otros como D-manitol, glicerol e inulina. S. zooepidemicus también es positivo para Ala-Phe-Pro, leucina y tirosina arilamidasa, todas las cuales catalizan la hidrólisis de los residuos de aminoácidos del extremo amino de las cadenas polipeptídicas. En cuanto a los antibióticos, S. zooepidemicus es muy susceptible a la penicilina, generalmente administrada para el tratamiento, así como a la ampicilina y la eritromicina, pero es extremadamente resistente a la novobiocina, optoquina y Tribrissen.

## Estructura genómica
El genoma de S. zooepidemicus es un cromosoma circular único de 2.024.171 pares de bases. El contenido de G + C del genoma es 42,59%, un valor muy cercano al de S. equi, que se encuentra en el extremo superior del género para el contenido de G + C. Tiene secuencias codificantes de proteínas predichas en 1961, con una longitud promedio de 879 pares de bases cada una, y codificando un valor aproximado de 292 aminoácidos. Estas regiones codificantes constituyen aproximadamente el 85% del genoma. El genoma tiene cinco operones de ARN ribosómico y 57 ARNt. La similitud general entre S. zooepidemicus y S. equi supera el 92%. S. zooepidemicus también produce una variedad de proteínas extracelulares, aproximadamente 100 genes identificados hasta ahora, que constituyen el 5% del genoma total. Estos genes que codifican proteínas extracelulares tienen una longitud ligeramente más larga que otros, aproximadamente 478 aminoácidos cada uno. 44 de estas proteínas son proteínas de superficie ancladas a la pared celular, que es un número elevado para las especies de Streptococcus. Este es uno de los factores que conducen a la alta patogenicidad de S. zooepidemicus.

### Variedades
incluyen:
- ATCC 43079
- CCUG 23256
- CIPP 103228
- DSM 20727
- LMG 16030
- NCDO 1358
- NCIMB 701358
- NCTC 4676

## Metabolismo
Los subproductos de la fermentación de S. zooepidemicus son los ácidos hialurónico y láctico. El proceso de fermentación está regulado por la producción de ácido hialurónico. Cuando hay altas concentraciones del subproducto del ácido hialurónico, inhibirá la producción de más producto de fermentación. Sin embargo, este proceso de fermentación consume grandes cantidades de energía debido a una serie de factores. Estos factores incluyen que el ácido hialurónico está severamente limitado, una fuerte competencia entre la síntesis hialurónica y el crecimiento celular, y que el ácido láctico es el principal subproducto de la fermentación; que también inhibirá el proceso de fermentación en general. Dado que el ácido hialurónico es importante para la virulencia de S. zooepidemicus, así como una valiosa producción comercial, la producción de ácido hialurónico está constantemente tratando de aumentar en la industria y dentro del organismo. Los usos comerciales del ácido hialurónico incluyen un ingrediente en cosméticos, relleno de piel para inyecciones de labios y antienvejecimiento, en viscocirugía y una sustancia lubricante en articulaciones artríticas.

## Virulencia
Las especies de bacterias gram positivas patógenas expresan proteínas asociadas a la pared celular que interactúan de diversas formas con el entorno extracelular. Estos se fabrican para beneficiar al organismo para la supervivencia, así como para ayudar a establecer la infección. La unión a las superficies de las células del epitelio es un paso crítico en el establecimiento de la infección y el inicio de la colonización. En general, se sabe que S. zooepidemicus es más patógeno que la especie S. equi.

### Factores de virulencia
Algunos factores de virulencia de la superficie celular, que contribuyen a la patogenicidad de S. zooepidemicus, incluyen:
- SzP Proteínas: similar a una superficie M-proteína, esta proteína es anti-phagocytic y anti-opsonization, con impairs con protección anfitriona. Esto es uno  de la virulencia más importante factores.[9]
- FNZ proteína: ata específicamente a fibronectin, el cual es presente encima célula más anfitriona paredes. Esto lo deja a fácilmente atar a y introducir células.
- FNZ2 proteína: ata a colágeno, también presente en paredes de célula anfitriona, y fibronectin (similares a FNZ).
- Proteína de REFRESCO: destruye radicales libres tóxicos, los cuales están hechos por el anfitrión como mecanismo defensivo.[10]
- SEM: productos enterotoxins.

## Patología
Streptococcus zooepidemicus puede infectar a muchos animales diferentes, como caballos, vacas, conejos, cerdos, perros y gatos. En los animales, estos síntomas pueden incluir fiebre, inflamación del tórax, los ganglios linfáticos o el abdomen, bronconeumonía, sepsis, mastitis y más. En los caballos, S. zooepidemicus es una bacteria de la flora normal, pero es oportunista y, por lo tanto, infectará las heridas, el sistema respiratorio y el útero, si se le da la oportunidad. En los caballos, que son los más comúnmente infectados, esta bacteria causa una infección del tracto respiratorio superior (junto con otros síntomas). Esta infección provoca una enfermedad muy contagiosa y mortal en los caballos. Esto será causado por la diseminación de secreciones nasales o ganglios linfáticos en comederos, ropa de cama, etc.

### En los humanos
S. zooepidemicus, que se considera un patógeno zoonótico, rara vez se ha aislado en humanos y la infección suele ser muy rara. Solo se sabe que las infecciones son graves en personas inmunodeprimidas, es decir, en los ancianos que pasan tiempo con caballos. También ha habido casos de personas que han adquirido el patógeno a partir de leche o queso caseros o no pasteurizados. Los síntomas más comunes de glomerulonefritis, fiebre reumática, meningitis, artritis y más, provocan la muerte de varios pacientes. Antes de 2017, se notificaron 32 casos de infecciones por Streptococcus zooepidemicus. 
En 2004, un hombre de 63 años desarrolló dolor e hinchazón en el muslo izquierdo, que se convirtió en fiebre, escalofríos y erupción cutánea. A los dos días experimentó vértigo y vómitos, y fue ingresado en el hospital donde fue tratado con laberintitis aguda, seguida de sepsis meningocócica. Se produjo hipertensión y durante la cirugía se descubrió edema del músculo del muslo izquierdo. Estos tratamientos continuaron, pero el paciente presentó insuficiencia orgánica progresiva, seguida de necrosis muscular y taquicardia ventricular. Posteriormente, el paciente presentó insuficiencia circulatoria y respiratoria, antes de fallecer menos de 48 horas después de ser ingresado en el hospital. Las biopsias musculares determinaron que S. zooepidemicus, así como la evidencia de una exotoxina superantígena no identificada, era la causa de la infección, y el síndrome similar al shock tóxico como la causa de la muerte. Siempre fue digno de mención que el paciente tuvo contacto frecuente con caballos, cerdos y ganado. Este estudio de caso es particularmente interesante ya que sugiere fuertemente una nueva exotoxina no identificada, posiblemente producida por S. zooepidemicus.
En 2008, una mujer de 59 años ingresó en la sala de emergencias debido a debilidad corporal y mareos al estar de pie, que comenzó tres semanas antes. Durante los dos últimos días antes de ser emitida, también informó dificultad para respirar, temblores en reposo, rinorrea y tos crónica. Tenía un vasto historial médico que incluía hipertensión, diabetes, obesidad, insuficiencia renal crónica y más. Fue tratada por hipotensión ortostática severa, pero en los días siguientes se quejó de síntomas y tuvo resultados de pruebas que sugerían meningitis. Varios síntomas continuaron durante casi un mes hasta que un hemocultivo dio positivo para Streptococcus zooepidemicus. La paciente fue tratada con antibióticos por vía intravenosa durante seis semanas y su estado mejoró gradualmente. La paciente dijo que había un establo de caballos en su propiedad, pero que solo lo visitaba ocasionalmente.